# Notothixos papuanus
Notothixos papuanus är en sandelträdsväxtart som beskrevs av Danser. Notothixos papuanus ingår i släktet Notothixos och familjen sandelträdsväxter. Inga underarter finns listade i Catalogue of Life.